# Fürsprecher (Kafka)
Fürsprecher ist ein Prosastück von Franz Kafka, entstanden vermutlich 1922. Die Erstveröffentlichung erfolgte 1936.
Ein Monolog schildert die Schwierigkeit und die Notwendigkeit der Suche nach Fürsprechern unter Verwendung der für Kafka typischen Rechtsmetaphern.

## Inhalt
Ein Ich-Erzähler berichtet von seiner Suche nach Fürsprechern, bei der er permanent in Gängen unterwegs ist, in denen ein undefiniertes Dröhnen herrscht. Es tauchen immer wieder alte schwerfällige Frauen auf. Der Erzähler weiß nicht, ob er sich in einem Gerichtsgebäude befindet. Aber er weiß, dass er nicht am richtigen Ort ist, um Fürsprecher zu sammeln. Die Fürsprecher sind erforderlich gegen die Ankläger, die erstere behände überwinden können. In einem Gerichtsverfahren mit seinen scheinbar klar geregelten Abfolgen scheinen dem Erzähler die Fürsprecher nicht nötig. Aber gleichzeitig möchte er eine Vielzahl an Fürsprechern, und zwar aus allen Schichten der Bevölkerung, für sich gewinnen.
Die nicht nachlassende, immer weiter treibende Suche in einem als riesenhaft angedeuteten Gebäude beendet das Prosastück mit der Vorstellung der immer weiter aufwärts wachsenden Treppenstufen unter den aufwärts steigenden Füßen.

## Form
Es handelt sich um ein kleines, nicht in sich gegliedertes Prosastück, das bisher wenig interpretiert wurde. Es beginnt in der Vergangenheitsform, geht über in die Gegenwartsform und wendet sich dann in seinen letzten Passagen in fast beschwörender Weise an den Leser, der vielfach mit „Du“ angesprochen wird. Der Erzähler hat diese Suche schon vor der Zeit begonnen, sie beschäftigt ihn gegenwärtig und der Gedanke an sie beherrscht ihn immer exzessiver.
Während zu Beginn noch eher statische Elemente vorherrschen („abweisende Gesichter, Dröhnen, schwerfällig sich drehende Frauen“), drückt das Ende ein atemloses planloses Weiterhasten durch Gänge, Türen und über Treppen aus. Diese Schlusssequenz zeigt ein typisches Element Kafkascher Darstellung, nämlich Umsetzung von Bewegung in einer kinematografischen Weise.

## Textanalyse
Der Fürsprecher ist ein Begriff sowohl aus dem rechtlichen wie auch aus dem religiösen Bereich. Es ist unklar, wofür der Erzähler die Fürsprecher eigentlich braucht, da er sie doch bei Gericht jedenfalls nicht zu brauchen meint. Aber ist ihm zu glauben, wenn er sein Zutrauen zu den geordneten Abläufen des Gerichtswesens beschwört? Da ist von Anklägern die Rede, deren schädliche Funktion unklar bleibt. Sie werden wie flinke Tiere (Wiesel, schlaue Füchse, Mäuschen) beschrieben. Es haftet ihnen höchstens etwas Unsolides an.
Der Erzähler wünscht sich eine Mauer aus Fürsprechern. Er möchte diese sammeln „an einem Ort […], wo vielerlei Menschen zusammenkommen, aus verschiedenen Gegenden, aus allen Ständen, aus allen Berufen, verschiedenen Alters“. Hier erscheint der Gedanke an ein ersehntes schützendes Kollektiv, das das Gemeinschaftsideal des Zionismus ist, mit dem sich Kafka intensiv beschäftigte.
Die abschließende Schilderung der wachsenden Treppenstufen unter den steigenden Füßen beschreibt eine Sisyphos-Situation. Gleichzeitig wird damit das Sich-immer-weiter-Entfernen von den möglicherweise bereits gewonnenen Fürsprechern ausgedrückt.

## Bezüge zu anderen Werken Kafkas
Die Fürsprecher sind wie ein Rückblick in den sieben Jahre vorher abgebrochenen Roman Der Process: das ziellose Wandern auf Fluren, von denen nicht klar ist, ob sie zum Gericht gehören, die Überlegungen zum Wesen der Gerichtsbarkeit, die Suche nach Helfern.
Im Entstehungsjahr 1922 war Kafka aber auch mit dem Fragment Das Schloss beschäftigt.
Die im Fürsprecher allgegenwärtigen alten behäbigen Frauen lassen an die Wirtinnen aus dem Schloss denken, besonders an die Brückenwirtin Gardena, die dem dortigen Protagonisten einen Einblick in die Mechanismen des Schlosslebens zu geben versucht.
Das Dröhnen in den Gängen, also ein nicht zu ortendes Geräusch hat seine Entsprechung in dem nicht greifbaren Zischen der ein Jahr später entstehenden Erzählung Der Bau.

## Zitate
- „Es war sehr unsicher, ob ich Fürsprecher hatte, ich konnte nichts Genaues darüber erfahren, alle Gesichter waren abweisend, die meisten Leute die mir entgegen kamen und die ich wieder und wieder auf den Gängen traf, sahen wie alte dicke Frauen aus […].“
- „Wie? In diesem kurzen, eiligen, von einem ungeduldigen Dröhnen begleiteten Leben eine Treppe hinunterlaufen? Das ist unmöglich. Die Dir zugemessene Zeit ist so kurz, daß Du, wenn Du eine Sekunde verlierst, schon Dein ganzes Leben verloren hast […].“

## Ausgaben
- Sämtliche Erzählungen. Herausgegeben von Paul Raabe. Fischer-Taschenbuch-Verlag, Frankfurt am Main und Hamburg 1970, ISBN 3-596-21078-X.
- Erzählungen und andere ausgewählte Prose. Herausgegeben von Roger Hermes, Fischer Verlag, Frankfurt am Main 1996, ISBN 3-596-13270-3.

## Sekundärliteratur
- Peter-André Alt: Franz Kafka: Der ewige Sohn. Eine Biographie. Verlag C.H. Beck, München 2005, ISBN 3-406-53441-4.